# Lahore
Lahore (en ourdou : لاہور) est une ville du Pakistan située sur la rivière Ravi, affluent de l'Indus. Elle compte plus de treize millions d'habitants en 2023, faisant d'elle la deuxième ville du Pakistan après Karachi et la 26e au monde.
Capitale de la province du Pendjab pakistanais, elle est un grand centre universitaire et culturel et dispose de la plus grande mosquée d'Asie, Moyen-Orient exclu, la mosquée Royale. Elle est également connue pour sa production cinématographique surnommée Lollywood.

## Géographie
Lahore est située sur la berge orientale de la rivière Ravi, dans la plaine de l'Indus supérieur, à une trentaine de kilomètres de la frontière indienne. 

## Démographie
La ville compte treize millions d'habitants selon le recensement de 2023, contre 11,1 millions lors de la précédente étude de 2017 et cinq millions en 1998. C'est ainsi l'une des villes avec la plus forte croissance démographique du pays.
La ville est essentiellement pendjabie, puisque près de 74 % des habitants en parlent la langue. Environ 21 % des habitants ont l'ourdou pour langue maternelle, tandis qu'on compte quelques minorités parlant pachto et mewati (2 % chacune).
Essentiellement musulmane, la ville abrite une importante minorité chrétienne, comptant près de 600 000 fidèles, soit presque 5 % des habitants de la ville.
La ville compte l'un des plus forts taux d'alphabétisation du pays, à 79,6 % en 2023 (contre une moyenne nationale de 61 %), dont 81,4 % pour les hommes et 77,6 pour les femmes.

## Histoire
La légende attribue la fondation de la ville à Lava, fils de Rāma. On ne connaît précisément l'histoire de la ville qu'à partir de 1021, lorsque les Ghaznévides conquirent le Pendjab. Lahore devint alors un centre islamique important.
Après avoir subi des périodes de troubles avec, notamment, les pillages des hordes de Gengis Khan et sa destruction en 1398, Lahore connut son apogée durant l'Empire moghol, fondé par Bâbur en 1526. Abandonnant Fatehpur-Sikri pour contrôler et étendre ses marches occidentales, Akbar fit de Lahore sa capitale, entre 1584 et 1598. Durant cette période faste, la ville connut de grands embellissements.

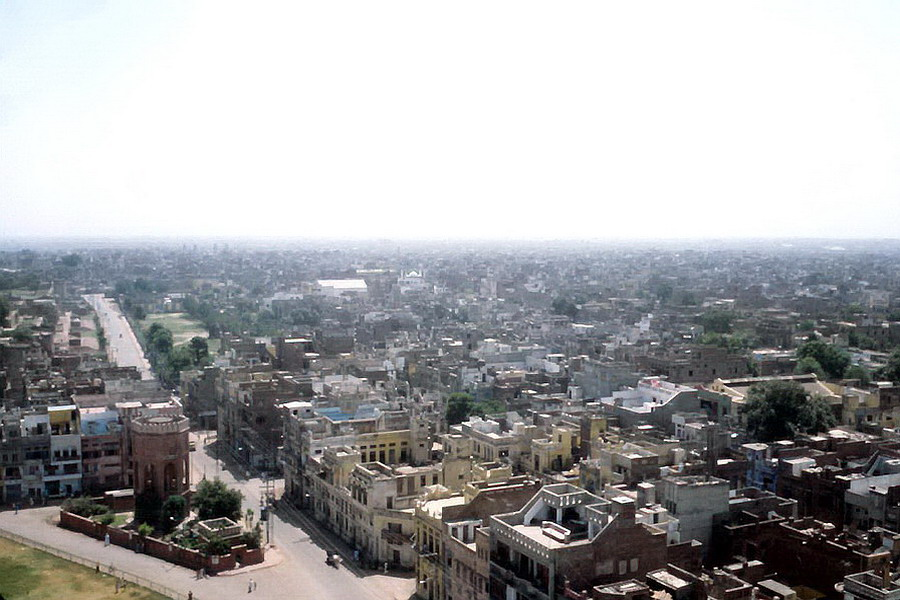
Lahore, vue aérienne de la vieille ville (années 1970).

Avec le déclin de l'Empire moghol, Lahore vécut à nouveau une période de trouble, marquée par les nombreuses invasions des Perses et des Afghans. En 1767, la ville fut dirigée par les Sikhs, qui l'endommagèrent  et la pillèrent grandement. Puis en 1849 Lahore fut prise par les Britanniques.
Elle devint enfin pakistanaise lors de la partition de l'Inde en 1947.

## Économie

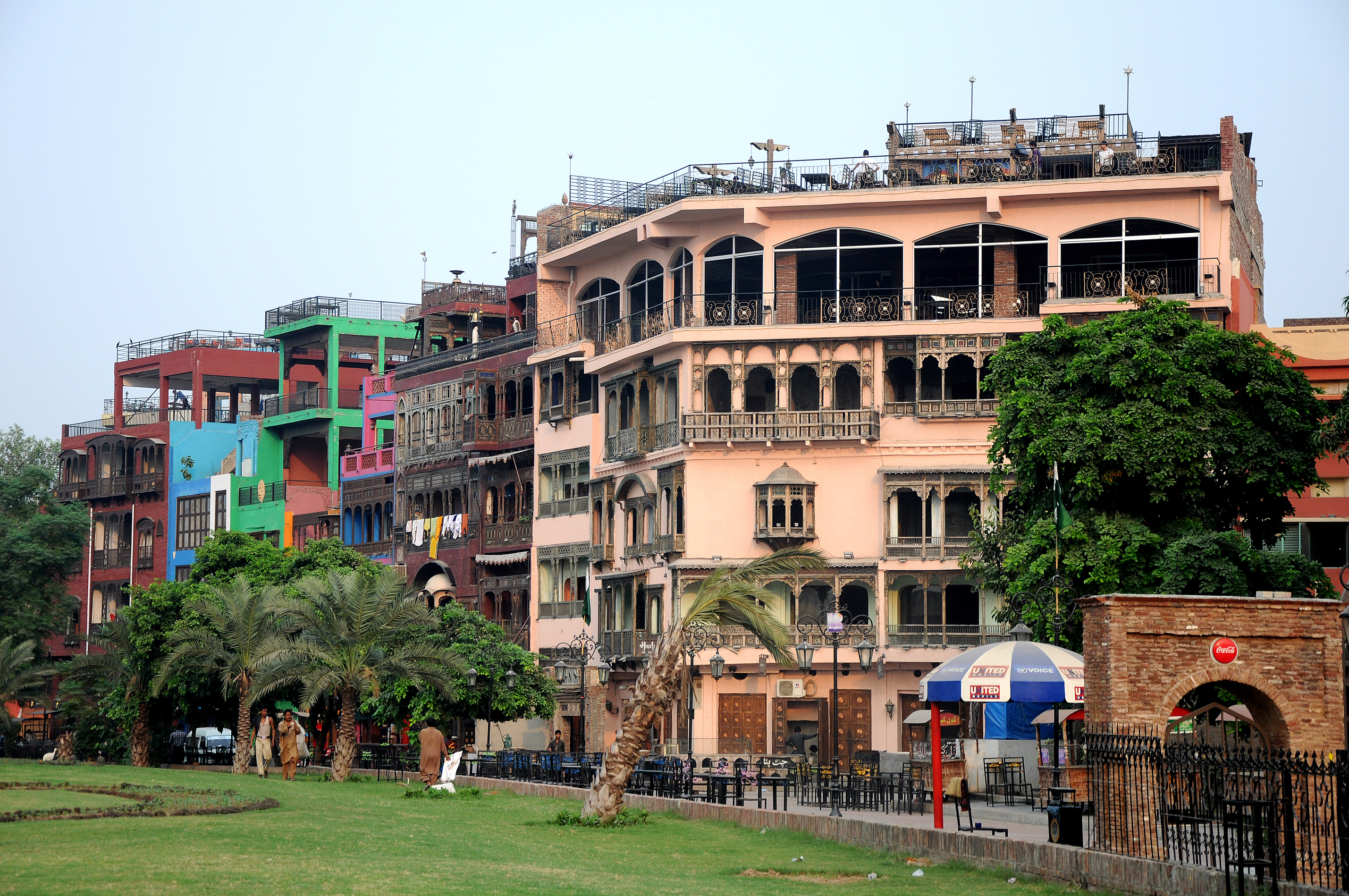
Rue commerçante connue pour ses restaurants.

Lahore est desservie par l'aéroport international Allama Iqbal, lui permettant d'être un grand pôle touristique. La ville est le siège d'une importante industrie textile, et également d'industries du caoutchouc, mécanique et sidérurgique.
Enfin, la ville dispose de centres de recherches importants, notamment dans le secteur nucléaire.

## Transports

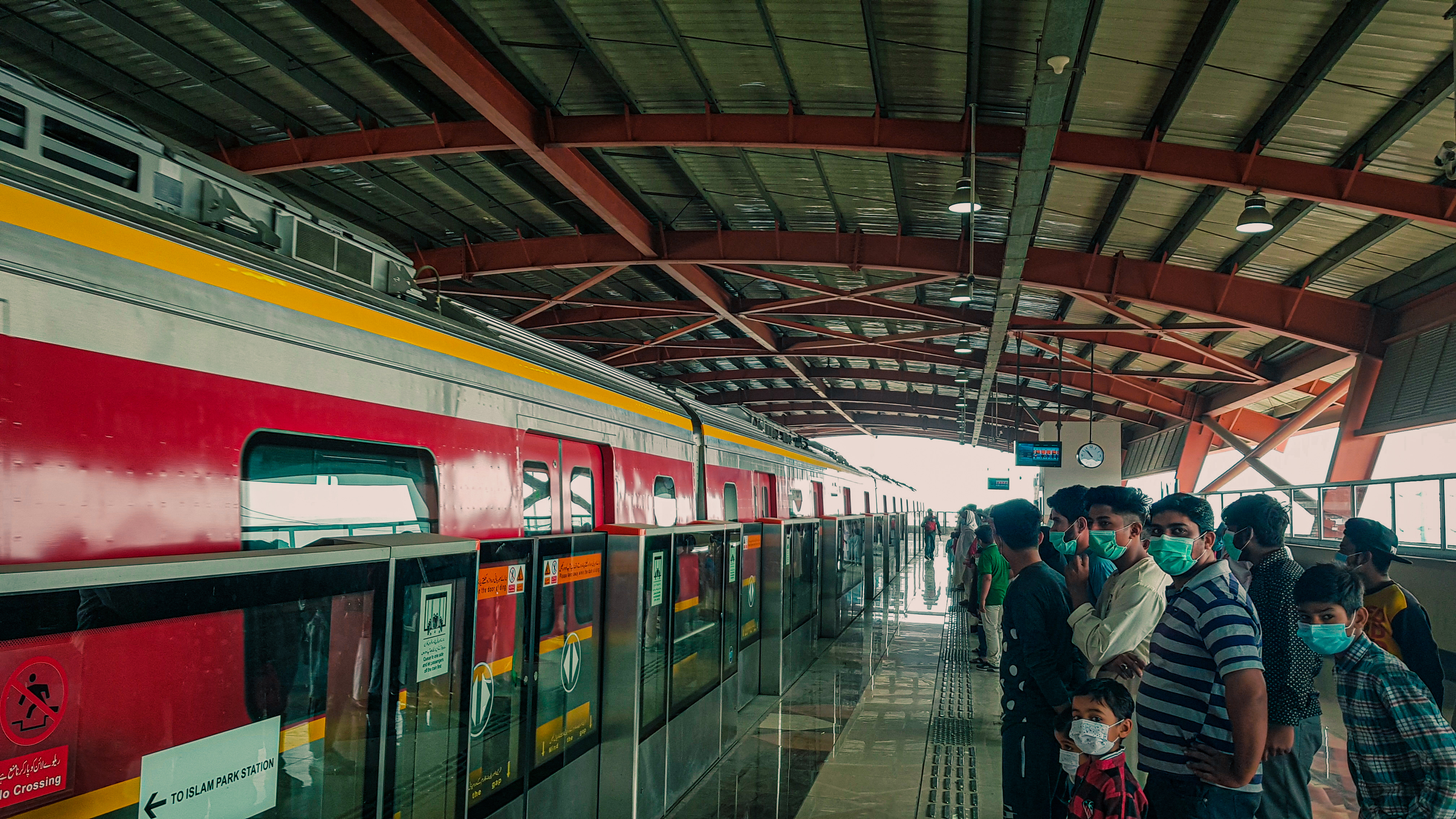
Le métro de Lahore entré en service en octobre 2020.

La mise en service d'un réseau de métro a longtemps été envisagée par les autorités locales, mais le projet a été de multiples fois retardé par manque de moyens. En février 2013, les autorités locales inaugurent une ligne de « bus à haut niveau de service », c'est-à-dire circulant en site propre avec stations comportant des bornes d'achat de tickets. Le gouvernement local entreprend ensuite la construction d'un métro aérien, dont la première ligne est inaugurée en octobre 2020.

## Politique

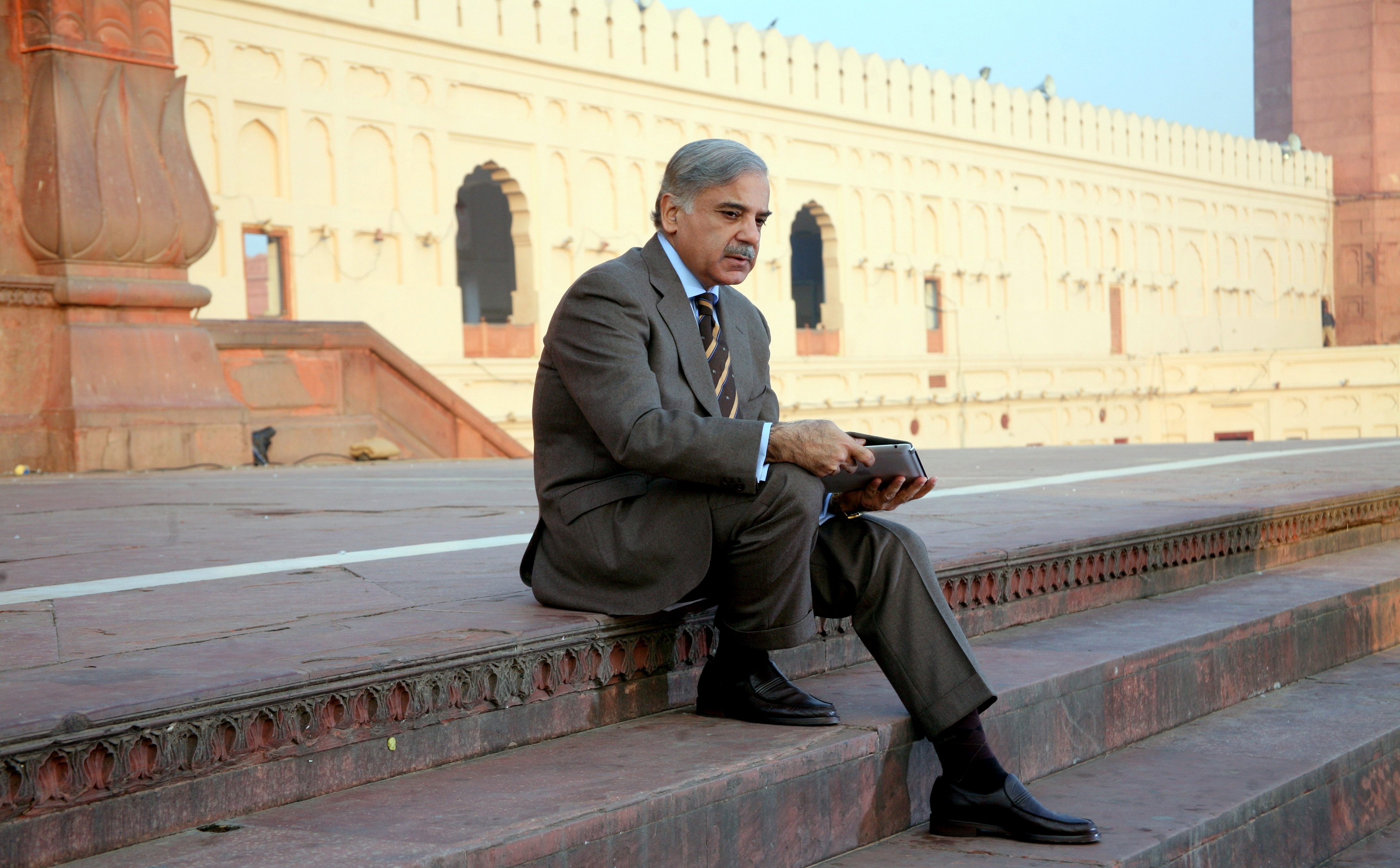
Shehbaz Sharif à la mosquée Royale de Lahore.

La ville de Lahore est représentée par 14 circonscriptions de l'Assemblée nationale, numérotées de 123 à 136, ainsi que par 30 circonscriptions à l'Assemblée provinciale du Pendjab, numérotées de 144 à 173. Lahore étant la capitale de la province du Pendjab, elle accueille l'Assemblée provinciale. La ville est un fief historique de la Ligue musulmane du Pakistan (N) qui remporte souvent la grande majorité des circonscriptions. Les frères Sharif y sont assez populaires, Shehbaz Sharif a dirigé plusieurs fois le gouvernement local de la province.
Durant les élections législatives de février 2008 la Ligue musulmane du Pakistan (N) a réuni 55,8 % des voix (contre environ 20 % au niveau national), le Parti du peuple pakistanais a réalisé 25,2 % des voix et la Ligue musulmane du Pakistan (Q) 12,4 %. Sur les douze circonscriptions dans lesquelles le scrutin s'est tenu, dix ont été remportées par la Ligue musulmane du Pakistan (N) et deux par le PPP. Lors des élections législatives de 2018, la ligue défaite au niveau national résiste bien dans la ville en réunissant la moitié des suffrages et les deux-tiers des sièges.
| Parti                                 | Voix      | %      | Élu fédéral | Élu provincial |
| ------------------------------------- | --------- | ------ | ----------- | -------------- |
| Ligue musulmane du Pakistan (N)       | 1 377 299 | 49,4 % | 10          | 22             |
| Mouvement du Pakistan pour la justice | 1 065 391 | 38,2 % | 4           | 8              |
| Tehreek-e-Labbaik Pakistan            | 183 303   | 6,6 %  | 0           | 0              |
| Parti du peuple pakistanais           | 77 879    | 2,8 %  | 0           | 0              |
| Muttahida Majlis-e-Amal               | 30 506    | 1,1 %  | 0           | 0              |
| Autres partis                         | 18 291    | 0,7 %  | 0           | 0              |
| Indépendants                          | 32 279    | 1,2 %  | 0           | 0              |
| Total                                 | 2 785 048 | 100 %  | 14          | 30             |

### Jumelages
La ville de Lahore est jumelée à :
- Chicago (États-Unis)
- Fresno (États-Unis)
- Fès (Maroc) depuis le 9 avril 1988
- Belgrade (Serbie) depuis 2007
- Douchanbé (Tadjikistan) depuis le 15 septembre 1976
- Cracovie (Pologne) depuis 2007.

## Culture et patrimoine

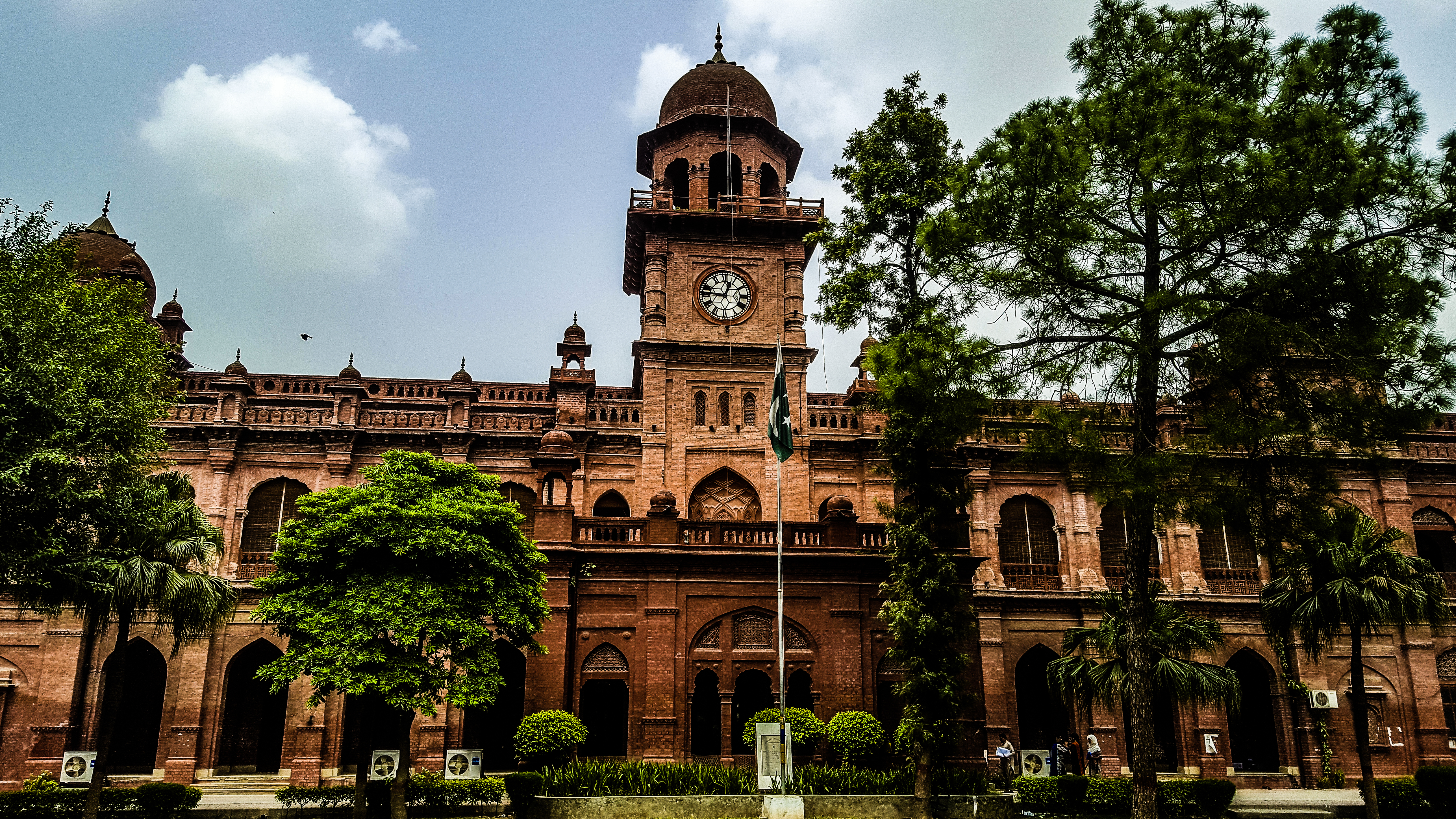
L'Université du Pendjab.

À la veille de la partition entre l’Inde et du Pakistan, en 1947, la ville de Lahore pouvait prétendre être le centre musical le plus bouillonnant de l’Inde du Nord (dans son acception pré-indépendance). Si elle a su conserver cette hégémonie au sein du Pakistan actuel, la ville n’a pas su recouvrer les pertes dues à la partition. Lahore a produit les pionniers de la musique philharmonique moderne hindustani, a révélé les grands noms des musiques populaires (musiques de film) et bénéficiait au sein de ses enceintes de nombreuses institutions, personnalités et parrainages favorables au rayonnement musical de la ville.
L’un des aspects intéressants de l’organisation de l’activité musicale à Lahore est qu’elle fut axée sur l’existence de « takiyahs » (hôtels) et « baithaks » (tavernes – littéralement lieux où s’asseoir) où les musiciens majeurs de Lahore se produisaient. Au XIXe siècle, de nombreux établissements de la sorte existaient autour de Lahore et offraient aux artistes un public régulier de voyageurs, qui résidaient dans ces lieux quand de nuit, les portes de la vieille ville étaient fermées.
Ces établissements, outre l’exposition à un public d’amateurs, offraient à chaque artiste reconnu un lieu où enseigner et transmettre la tradition musicale. Les Baithaks de Ustad Barkat Ali Khan, Ustad Sardar Khan et bien d’autres furent à cette époque de vibrantes institutions.
Ces lieux de rassemblement d’artistes étaient à la base du système de gharana (en ourdou ce mot désigne la famille, la filiation - dans le contexte de musique, ce terme désigne un style d’interprétation) et du mode d’enseignement par voix orale, le ustad-shagird, qui se caractérisait par une relation académique fusionnelle entre maître et élève. Reconnu pour sa faculté à produire de grands artistes, ce paradigme était généreusement financé par d’influents sikhs et hindous qui quittèrent la ville après la partition.

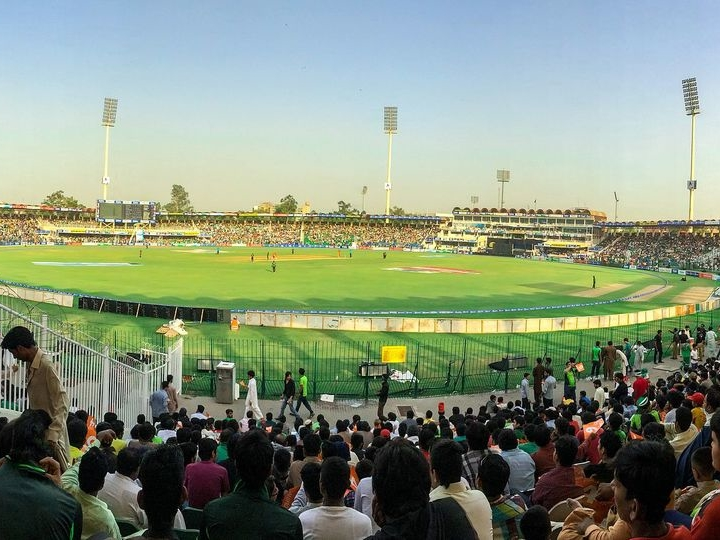
Le stade Kadhafi.

La musique a été un des modes d’expression artistique les plus affectés par la division du sous-continent. Bien que le Pakistan ait hérité des plus grands artistes de la région, la disparition du patronage de la classe moyenne aisée Hindoue et Sikh a dépossédé les musiciens Lahoris, musulmans pour la plupart, de la perspective de vivre de leur art.
La radio fut alors la seule institution vers laquelle les musiciens purent se tourner. En 1947 le Pakistan hérita de deux radios publiques, l’une à Peshawar et l’autre à Lahore, qui devinrent les seuls moyens de promotion et de support pour les musiciens.
Radio Lahore comptait au sein de son personnel permanent des auteurs, instrumentalistes et vocalistes de renom. Au moment de l’indépendance, la liste des artistes contribuant à la station comprenaient certains noms légendaires comme le tablaiste Mian Qadir Bakhsh (professeur de deux des plus grands tablaistes de notre époque, Ustad Allah Rakha, père de Zakir Hussain connu en Occident avec sa formation Shakti, et Ustad Shaukat Hussain, professeur de toute la nouvelle génération de tablaistes pakistanais). Le staff de Radio Lahore comprenait également Bhai Lal, de la famille rababi, Ustad Niaz Hussain Shami (compositeur), Shamshad Begum ou Surinder Kaur. Radio Lahore a également lancé la carrière de deux des plus populaires chanteurs pour film du sous continent, Noor Jehan et Mohammed Rafi.
Après 1947, outre la perte du patronage financier des populations migrant vers l’Inde, la scène musicale lahorie s’est confrontée à l’orthodoxie musulmane, influente politiquement, qui a systématiquement découragé la musique classique, considérée comme sensuelle et incompatible avec la conception d’un état musulman.
Alors que les instrumentalistes ont pu se regrouper en orchestres pour survivre, les vocalistes n’ont pour la plupart pas trouvé de voie de reconversion. Des styles ancestraux tels le thumri ou le dhrupad ont graduellement perdu les voies qui ont transmis ces traditions depuis des générations. Nombreux sont les talents qui ont été forcés de s’orienter vers d’autres carrières, souvent non artistiques, pour subvenir à leurs besoins matériels.
Parallèlement, des instruments classiques tels la veena, le pakhavaj (en), le sarod ou le sarangi ont quasiment disparu de la scène lahorie et ne comptent plus que quelques rares musiciens capables de faire résonner ces instruments.

### Monuments
Lahore est connue pour les jardins de Shalimar et de Shahdara Bagh (en).
La vieille ville, héritage de l'Empire moghol, contient notamment la mosquée de Mariyam Zamani, la Sunehri Mosque (en), la mosquée Badshahi et le Fort royal.

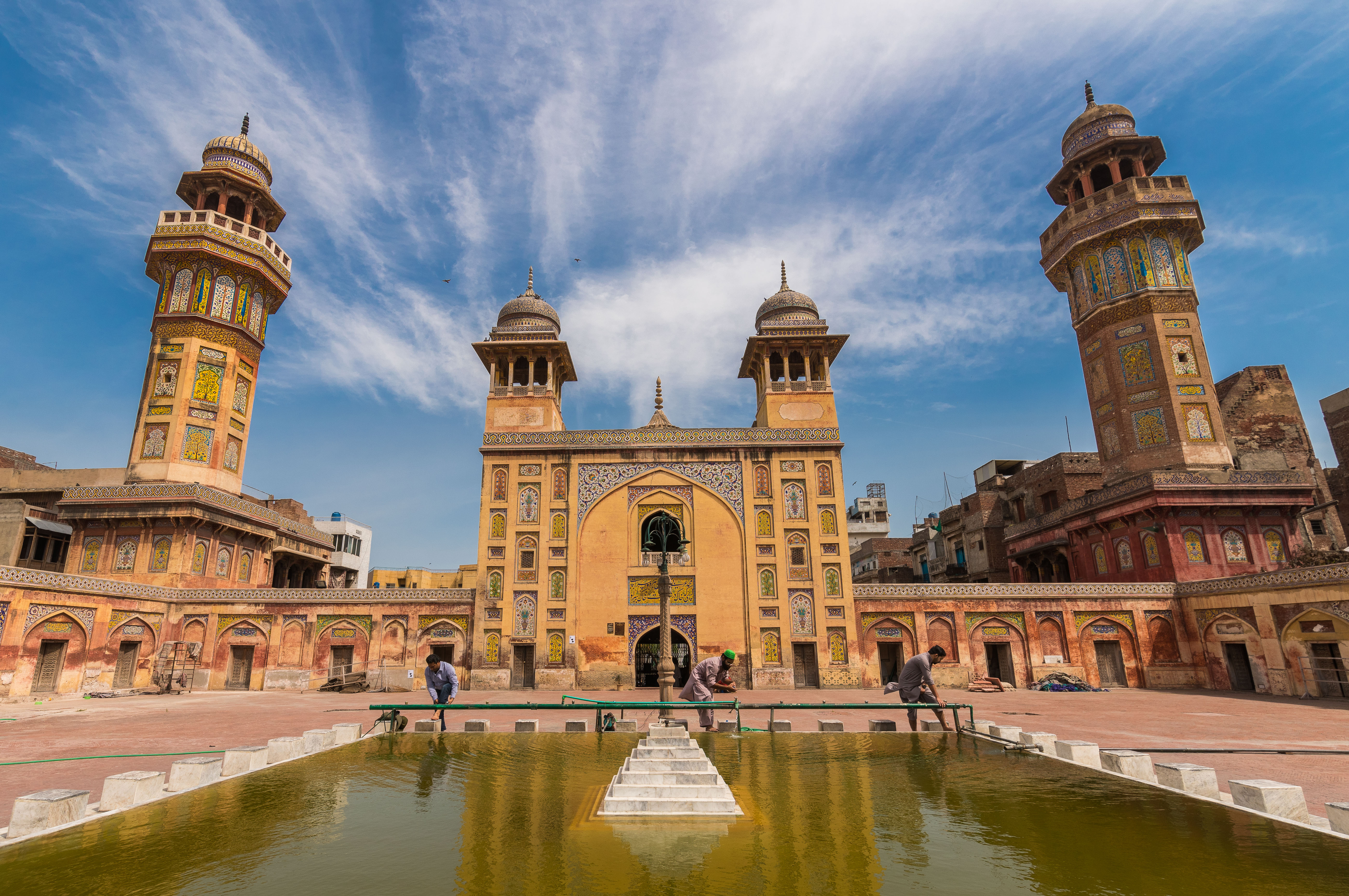
Mosquée de Wazir-Khan.
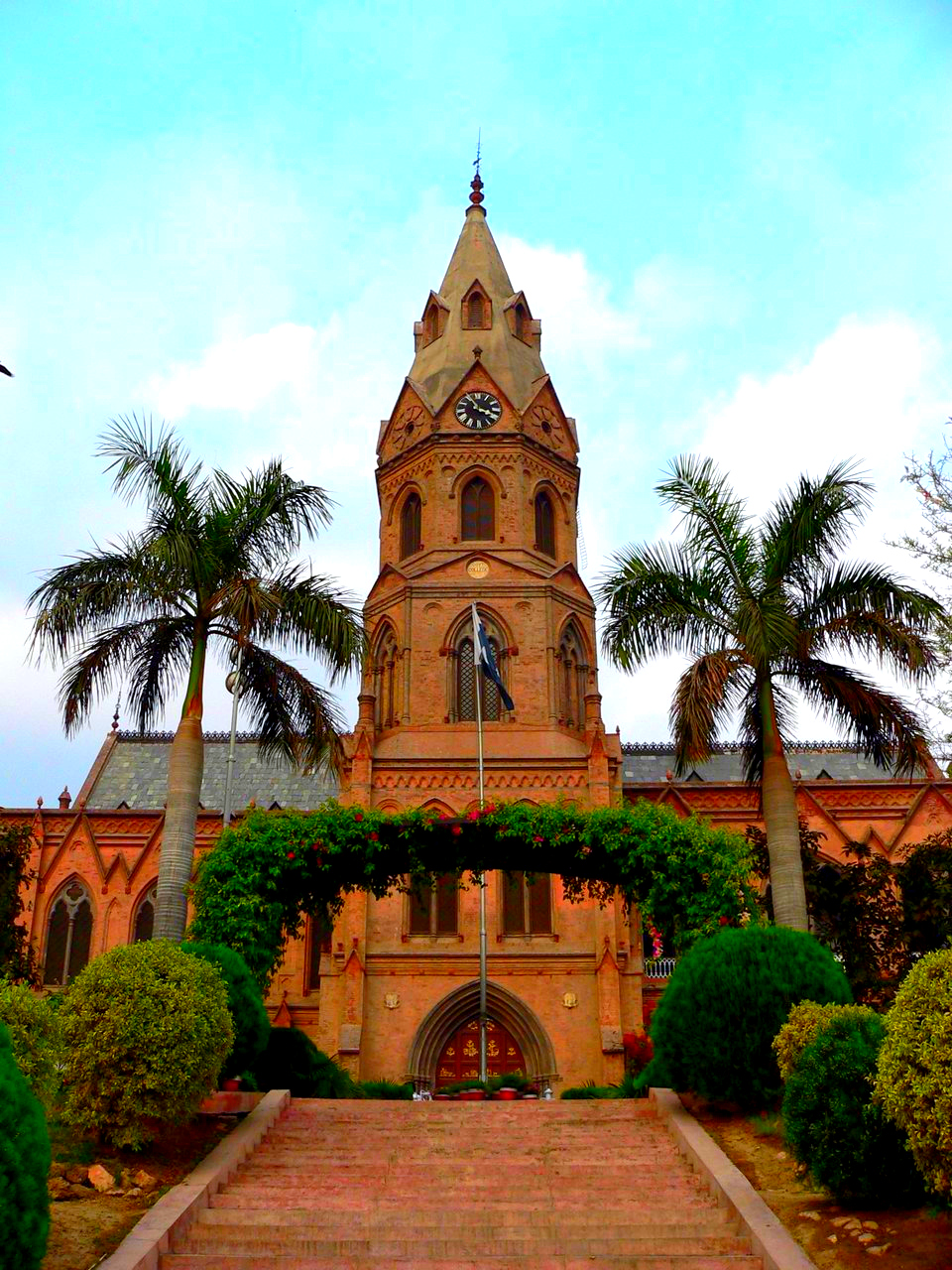
L'Université Government College.
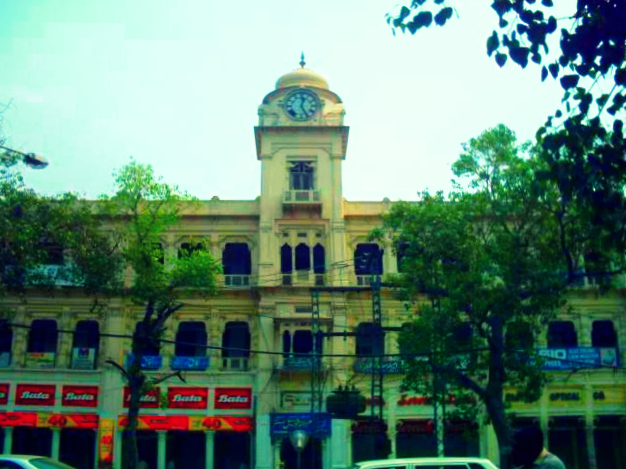
Bawa Dinga Singh
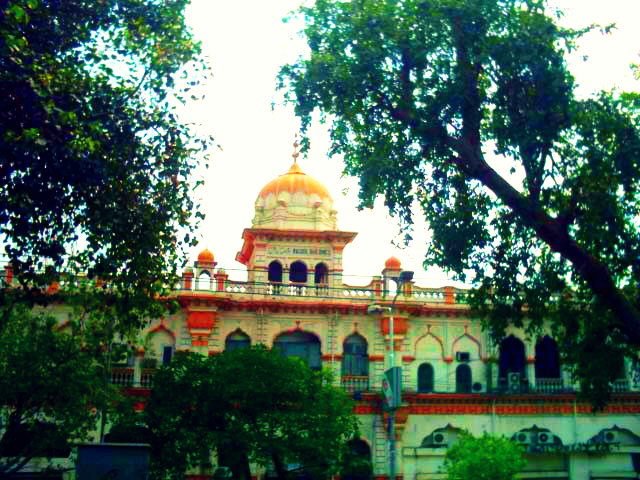
Bibliothèque Ferozsons.
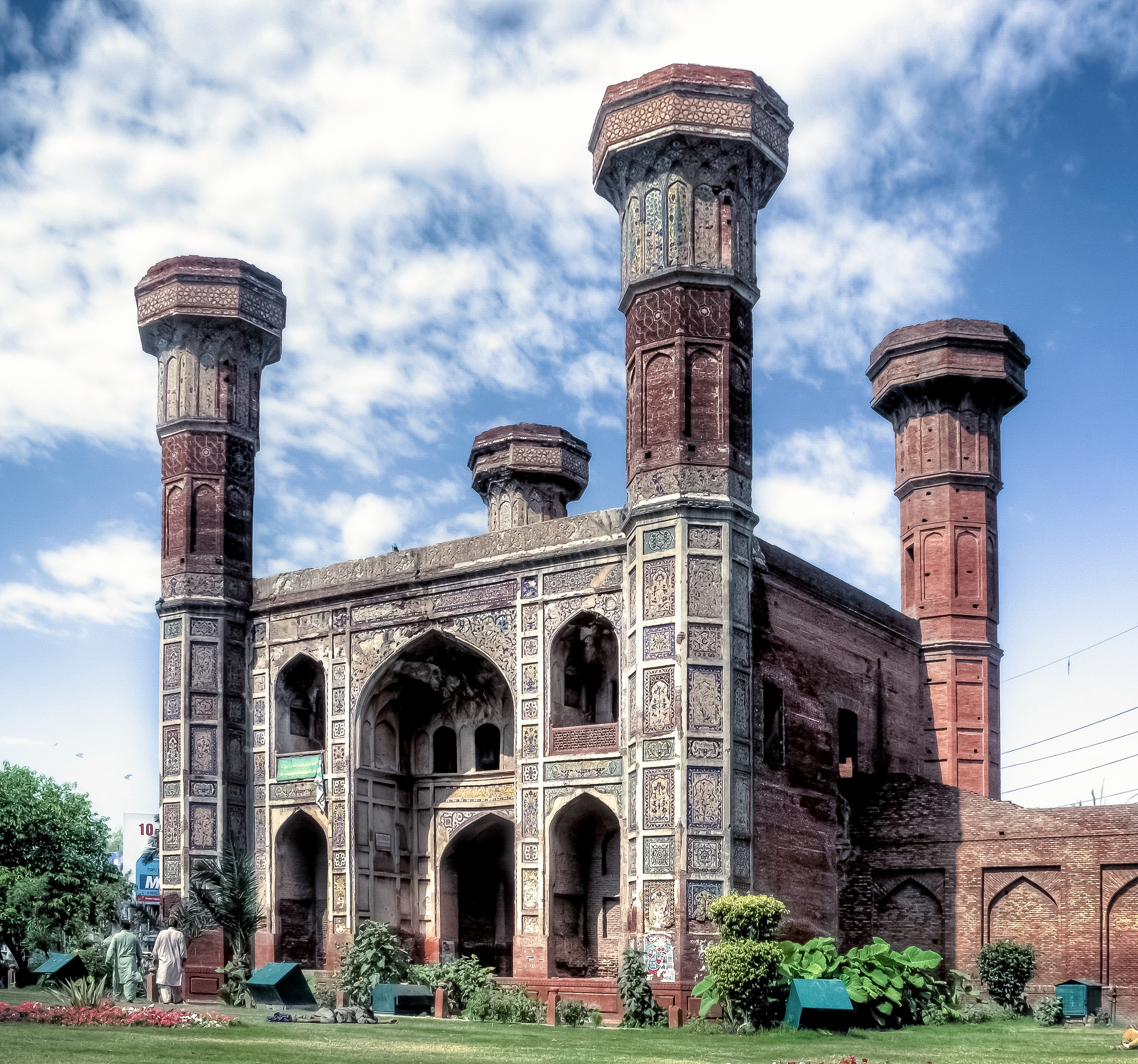
Le Chauburji
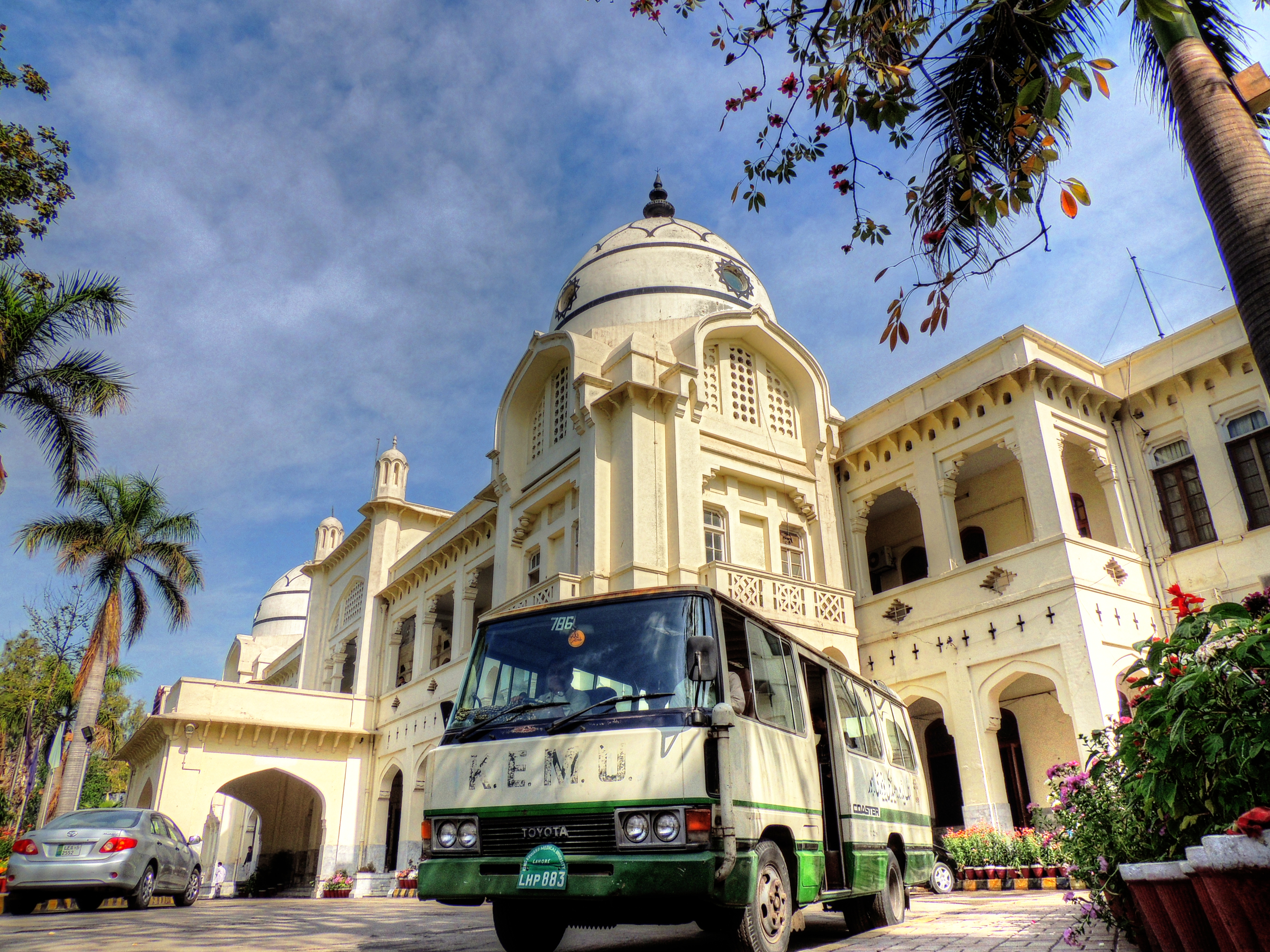
L'Université de médecine King Edward.
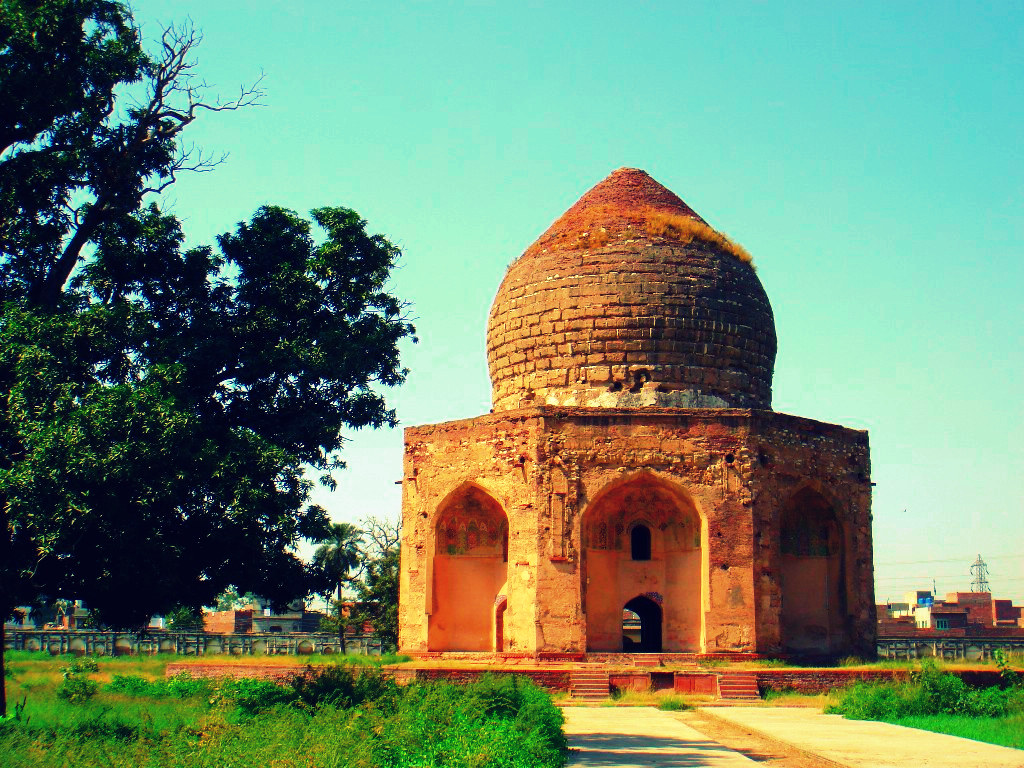
Mausolée d'Asif Khan.
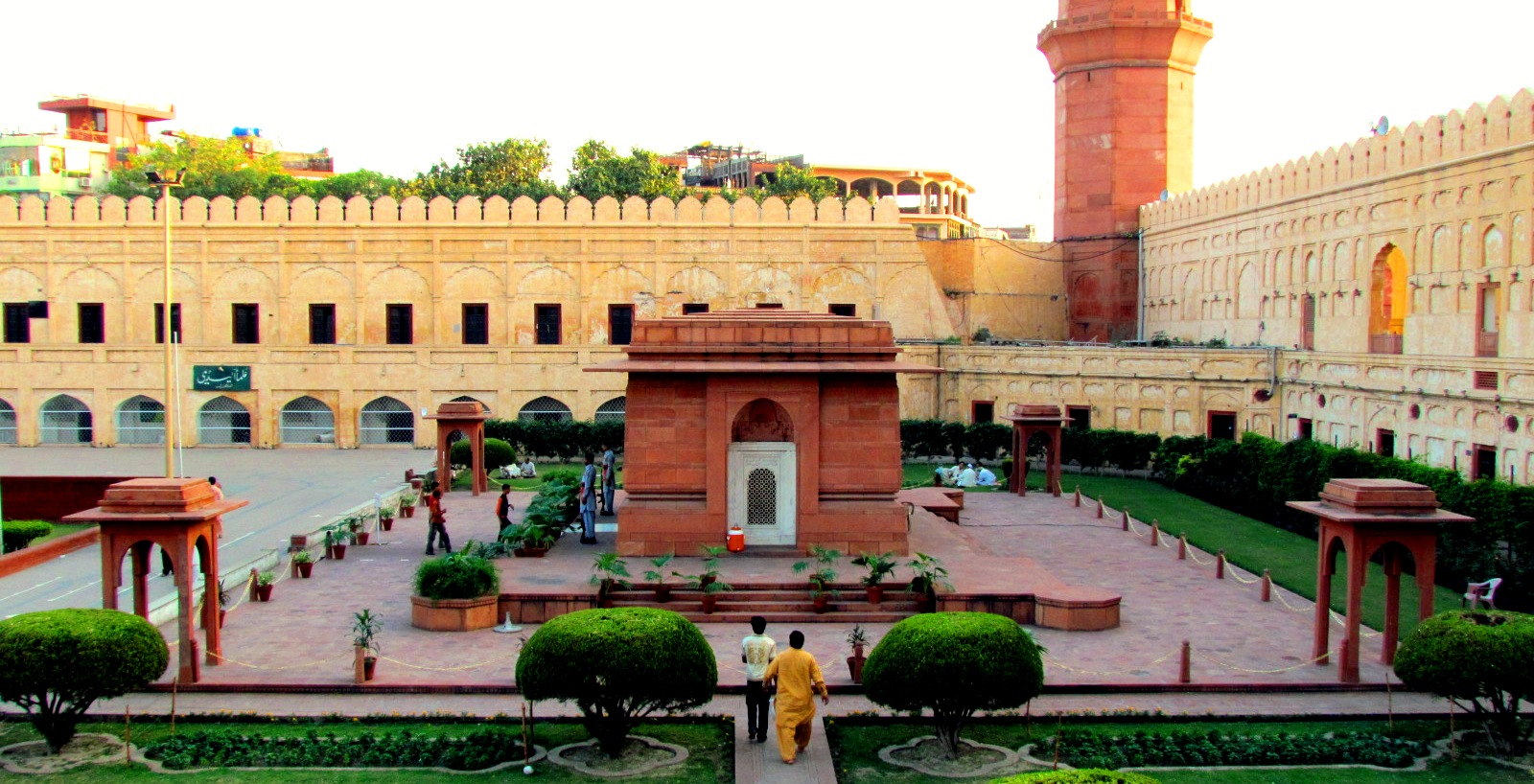
Tombe de Mohamed Iqbal (en).

### Personnalités
À Lahore sont nés :
- Chetan Anand (1915-1997), réalisateur.
- Yash Chopra (1932), réalisateur, producteur et scénariste.
- Shabnam Shakeel (1942-2013), poétesse.
- Lala Rukh (1948-2017), artiste et militante.
- Imran Khan (1952), ancien premier ministre du Pakistan.
- Muhammad Suhail Zubairy (1952), physicien.
- Nergis Mavalvala (1968), physicienne.
- Uzma Aslam Khan (1969), écrivaine.
- Jawad Ahmad (1970), chanteur et musicien pop pakistanais.
- Nighat Dad (1981), avocate et militante féministe.
- Fatima Ali (1989-2019), cheffe cuisinière.

Y sont morts :
- Malika Pukhraj (1912-2004), chanteuse.
- Roshan Ara Begum (1917-1982), chanteuse
- Akash Bashir (1994-2015), jeune chrétien mort en empêchant un terroriste de faire de nombreuses victimes.